# Thutmose (principe ereditario)
Thutmose, a volte riportato come Thutmose V benché di fatto non giunse mai a regnare (fl. 1360 a.C. ± 30 anni), è stato un principe ereditario egizio durante la XVIII dinastia.
Primogenito del faraone Amenhotep III e della regina Tiy, fu destinato a succedere al padre sul trono d'Egitto ma non gli sopravvisse, lasciando così la carica di principe ereditario al fratello minore Amenhotep, il futuro Amenhotep IV/Akhenaton.

## Biografia e reperti

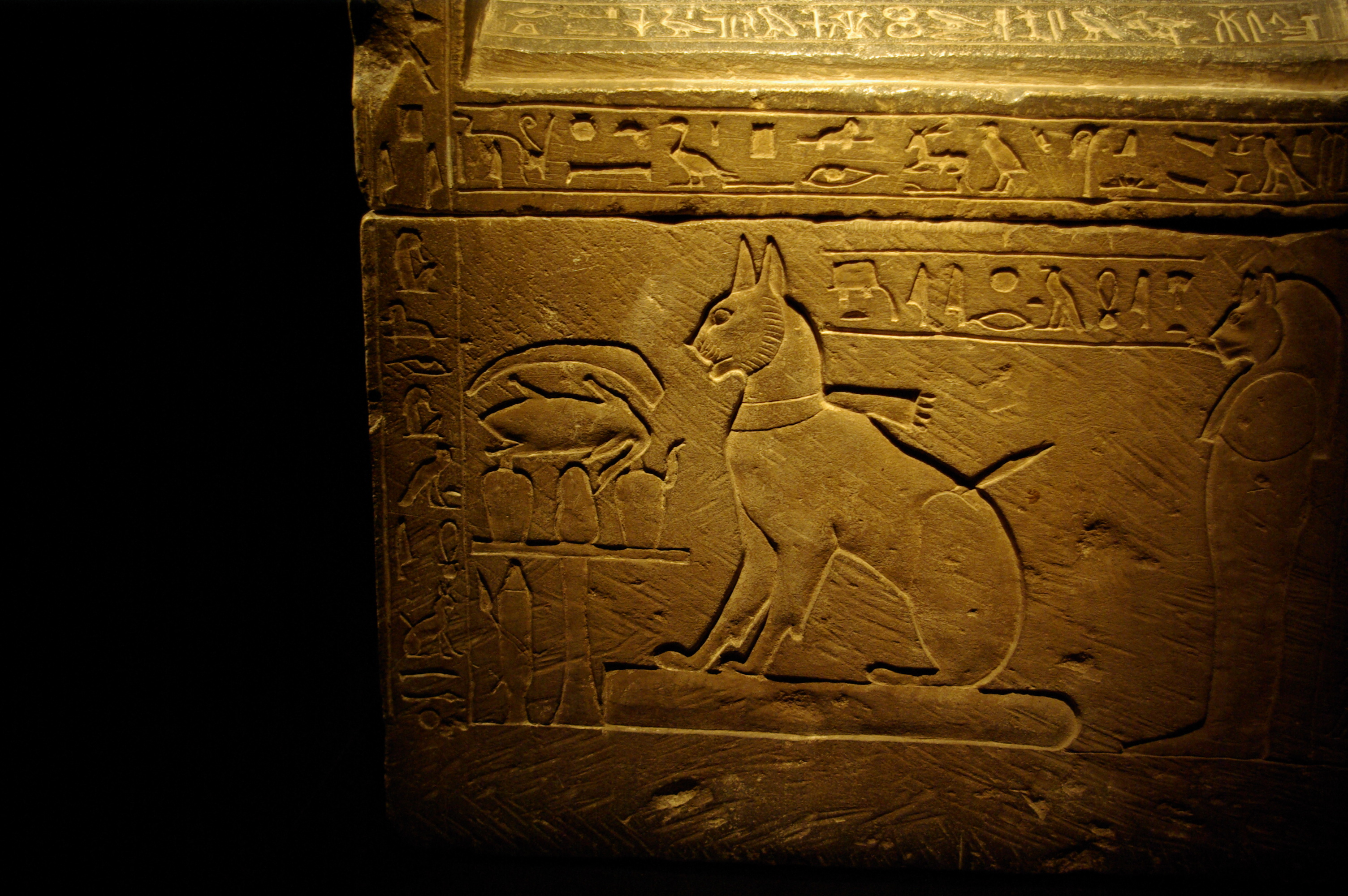
Sarcofago del gatto di Thutmose. Museo egizio del Cairo.

Della vita di Thutmose si conosce pochissimo oltre ai suoi titoli ed incarichi che, curiosamente, ci sono noti dal sarcofago del suo gatto, ora al Museo del Cairo:
Principe ereditario, Sovrintendente dei sacerdoti dell'Alto e Basso Egitto, Gran sacerdote di Ptah a Menfi e Sacerdote-sem (di Ptah).
Una statuetta in scisto che lo rappresenta come un mugnaio si trova al Museo del Louvre. Sui tre lati sono incise queste parole:
(lato destro) ... il figlio del Sovrano, il sacerdote-sem Thutmose
(lato sinistro) Io sono il servo di questo nobile Dio, il suo mugnaio
(fronte) Incenso per la Enneade della necropoli occidentale.
A Berlino è conservata un'altra statuetta in scisto, in forma di bara antropoide lunga 10,5 cm, che rappresenta Thutmose supino con il suo Ba posato sul ventre. I geroglifici sui lati della statuetta lo ricordano come

| T3 | I10 · Z9 | M23 | G39 | Z1 | \| \| | S29 | G17 | G26 | F31 | S29 | P8 | P11 |
|    |          |     |     |    |       |     |     |     |     |     |    |     |

|  |

ḥḏ s3 nswt sm Thoth-ms-s, "m3ˀ ḫrw" - principe sacerdote-sem Thutmose, "giusto di voce" (o giustificato, cioè che non ha mentito alle interrogazioni del tribunale divino); i primi tre segni indicherebbero una mala morte, prematura e/o improvvisa.
Altri riferimenti a Thutmose sono stati trovati su vasi di alabastro e su ceramiche conservati al Louvre.
Thutmose non appare più in alcuna documentazione sino alla morte che, si ritiene, avvenne durante il terzo decennio del regno di Amenhotep III. L'erede al trono divenne quindi, per successione naturale, il già citato fratello minore Amenhotep (IV).